# 2006年のサッカー
< 2006年 | 2006年のスポーツ
2006年のサッカー（2006ねんのサッカー）では、2006年（平成18年）における、日本および世界のサッカー界の動向をまとめる。

## できごと

### 1月
- 1月1日 - 第85回天皇杯全日本サッカー選手権大会で浦和レッドダイヤモンズがJリーグ発足後としては初めて優勝。前身の三菱重工業サッカー部時代からは25年ぶりの優勝となる。
- 1月9日 - 全国高等学校サッカー選手権大会で、滋賀県立野洲高等学校が、鹿児島実業高等学校を延長戦の末2-1で下し初優勝。
- 1月10日 - ガンバ大阪・大黒将志選手がフランス2部リーグ・グルノーブルに移籍、入団会見を行なう。
- 1月28日 - リーグ・アン（フランス一部リーグ）、オリンピック・マルセイユの中田浩二が、スイススーパーリーグ（一部リーグ）所属のバーゼルへ移籍することが発表された。

### 2月
- 2月7日 - FIFA規律委員会は、昨年11月のワールドカップ欧州予選プレーオフ トルコvsスイスでの選手の乱闘に対し、今後トルコ代表が出場する国際試合のホームゲーム6試合を、同国国境から最低500km以上離れた第三国で無観客開催とする事を命じたほか、20万スイスフラン（約1800万円）を罰金として課し、アルパイ・オザランなどトルコ2選手とスイス1選手を6試合出場停止とするなど厳しい制裁を課した。
- 2月10日 - サンフランシスコで行われたサッカー国際親善試合で、日本代表は終始アメリカにリードを許し、後半巻誠一郎（千葉）、中澤佑二（横浜）のゴールで追い上げたものの結局2-3で敗れる。
- 2月18日 - 日本代表が、静岡スタジアム・エコパで行われたフィンランド戦に2-0で勝ち、今年初勝利を挙げる。
- 2月22日 - 日本代表が横浜国際総合競技場で行われた2007AFCアジアカップ予選初戦となるインド戦で6-0で快勝。小野伸二（浦和）がジーコ監督就任後公式戦100ゴール目となる先制点を決める。
- 2月25日 - ゼロックス・スーパーカップで、第85回天皇杯優勝の浦和が、昨年J1優勝のガンバ大阪を3-1で下し初優勝。

### 3月
- 3月30日 - 日本代表対エクアドルが大分スポーツ公園総合競技場で行われ、終了間際の佐藤寿人（広島）のゴールで辛勝。

### 4月
- 4月26日 - フランス代表でレアル・マドリード所属のジネディーヌ・ジダンがドイツW杯をもって現役を引退すると表明。

### 6月
- 6月9日（日本時間10日）- FIFAワールドカップ ドイツ大会がドイツ対コスタリカで開幕、ドイツが4-2で快勝。
- 6月12日 - FIFAワールドカップ ドイツ大会、日本代表のグループリーグ初戦、オーストラリア戦が行われ、前半に中村俊輔（セルティックFC）のゴールで先制するものの、終了間際に逆転され1-3で敗れる。
- 6月18日 - FIFAワールドカップ ドイツ大会、日本代表のグループリーグ2戦目、クロアチア戦が行われ、0-0の引き分けに終わったが、日本は自国開催を除けばワールドカップで初の勝ち点1を獲得。
- 6月22日（日本時間23日）- FIFAワールドカップ ドイツ大会、日本代表のグループリーグ最終戦、ブラジル戦が行われ、玉田圭司（名古屋）のゴールで先制するものの1-4で敗れ、2大会連続の決勝トーナメント進出は果たせなかった。
- 6月23日（日本時間24日）- FIFAワールドカップ ドイツ大会のグループリーグが終了。アジア勢は全滅。

### 7月
- 7月1日（日本時間2日）- FIFAワールドカップ ドイツ大会準々決勝で前回優勝国ブラジルがフランスに0-1で敗れ、連覇を逃す。
- 7月3日 - 日本代表・中田英寿が現役引退を発表
- 7月9日（日本時間10日） - FIFAワールドカップ ドイツ大会決勝は1-1で延長戦に持ち込まれたがそれでも決着せず、PK戦となった結果、イタリアがフランスを5-3で下し、スペイン大会 以来、6大会(24年)ぶり4度目の優勝。決勝戦がPK戦までもつれ込んだのは、イタリアがブラジルに敗れたアメリカ大会以来3大会ぶり2度目。イタリアはその時も含め、ワールドカップ史上、PK戦では0勝3敗と勝った事がなかったが、初PK勝利が優勝決定の試合となった。
- 7月20日 - FIFAワールドカップ ドイツ大会決勝で、延長後半途中にイタリア代表のマルコ・マテラッツィ選手に頭突きをし、レッドカードで退場処分となったフランス代表のジネディーヌ・ジダン選手に対し、FIFAが7500スイスフラン（約70万円）の罰金と3日間の社会奉仕活動（原案は国際試合3試合出場停止だが、引退の為社会奉仕活動に変更）、マテラッツィにも人種差別発言はなかったものの侮辱行為があったとして5000スイスフラン（約50万円）の罰金と国際試合2試合出場停止の処分をそれぞれ下し、「喧嘩両成敗」となった。
- 7月21日 - サッカー日本代表の監督にジェフユナイテッド市原・千葉の監督であったイビチャ・オシムが就任。同時に、北京オリンピックを目指すU-21日本代表監督に前アルビレックス新潟監督の反町康治が就任（A代表コーチも兼任）。

### 9月
- 9月6日 - 2007 AFCアジアカップ予選、イエメン対日本代表の試合がイエメンのサナアで行われ、終了間際に我那覇和樹（川崎）のゴールにより1-0で辛勝。その後、サウジアラビアがインドを下したため日本の2位以内が確定し、来年の本大会出場権を獲得。
- 9月11日 - シンガポールで開催されたAFC U-17選手権準々決勝で、U-16日本代表はイランをPK戦の末下し、3大会ぶりにFIFA U-17ワールドカップの出場権を獲得。
- 9月13日（日本時間14日） - UEFAチャンピオンズリーグ、マンチェスター・ユナイテッド対セルティック戦で、中村俊輔（セルティック）のフリーキックがゴールとなり、チャンピオンズリーグで日本人初得点を挙げる。
- 9月17日 - AFC U-17選手権決勝で、U-16日本代表は北朝鮮を延長戦の末4-2で下し、6大会ぶり2度目の優勝に輝く。

### 11月
- 11月3日 - ナビスコ杯決勝が国立霞ヶ丘競技場陸上競技場で行われ、ジェフユナイテッド市原・千葉が鹿島アントラーズを2-0で下し、同大会連覇を達成。
- 11月6日 - インドで開催されたAFCユース選手権準々決勝で、U-19日本代表はサウジアラビアを2-1で下し、7大会連続でFIFA U-20ワールドカップの出場権を獲得。
- 11月8日 - AFCチャンピオンズリーグ決勝第2戦がシリアで行われ、全北現代（韓国）がアル・カラーマ（シリア）を2試合合計3-2で下し、同大会初優勝に輝く。
- 11月12日 - AFCユース選手権決勝で、U-19日本代表は北朝鮮にPK戦の末敗れ、同大会の初優勝はならなかった。
- 11月15日 - 2007 AFCアジアカップ予選の最終戦、日本代表対サウジアラビアの試合が札幌ドームで行われ、3-1で勝利。この結果、サウジアラビアと5勝1敗で並んだが、サウジとの直接対決の成績により日本が予選1位に。
- 11月21日（日本時間22日） - UEFAチャンピオンズリーグ、セルティック対マンチェスター・ユナイテッド戦で、中村俊輔のフリーキックによる得点が決勝点となりセルティックが勝利。この結果、セルティックの決勝トーナメント進出が決まり、中村俊輔は日本人初の決勝トーナメント進出者となった。

### 12月
- 12月2日 - Jリーグ最終節が行われ、J1では浦和レッドダイヤモンズが初の年間王者に輝く。
- 12月9日 - J1・J2入替戦第2戦、アビスパ福岡対ヴィッセル神戸が行われ、2試合合計で1-1となったが、アウェーゴールの差により神戸のJ1復帰、福岡のJ2降格が決まる。
- 12月17日 - FIFAクラブワールドカップ2006決勝戦が横浜国際総合競技場で行われ、南米代表のSCインテルナシオナルが欧州代表のFCバルセロナを1-0で下し、2大会続けて南米勢が優勝した。
- 12月18日（日本時間19日） - FIFA最優秀選手賞にイタリア代表でレアル・マドリード所属のファビオ・カンナヴァーロが受賞。同賞でDFが受賞するのは史上3人目。

## 国内リーグ・カップ戦優勝クラブ

### ヨーロッパ
- アイスランド
  - 〈リーグ〉ウルヴァルステイルト2006 - FHハフナルフィヨルズゥル
- アイルランド
  - 〈リーグ〉リーグ・オブ・アイルランド2006 - シェルボーンFC
- イスラエル
  - 〈リーグ〉イスラエル・プレミアリーグ2005-06 - マッカビ・ハイファFC
- イタリア
  - 〈リーグ〉セリエA 2005-2006 - インテルナツィオナーレ・ミラノ（ユヴェントスが1位となったが、不正疑惑により優勝がはく奪されたため繰り上がりで優勝）
  - 〈リーグカップ〉コッパ・イタリア2005-06 - インテルナツィオナーレ・ミラノ
- イングランド
  - 〈リーグ〉FAプレミアリーグ2005-2006 - チェルシーFC
  - 〈オープンカップ〉FAカップ2005-06 - リバプールFC
  - 〈リーグカップ〉カーリング・カップ2006 - マンチェスター・ユナイテッドFC
- ウェールズ
  - 〈リーグ〉ウェルシュ・プレミアリーグ2005-06 トータル・ネットワーク・ソリューションズFC
- ウクライナ
  - 〈リーグ〉ウクライナ・プレミアリーグ2005-06 - FCシャフタール・ドネツク
- エストニア
  - 〈リーグ〉メスタリリーガ2006 - FCレバディア・タリン
- オーストリア
  - 〈リーグ〉ブンデスリーガ2005-06 - FKアウストリア・ウィーン
- オランダ
  - 〈リーグ〉エールディヴィジ2005–06 - PSVアイントホーフェン
  - 〈リーグカップ〉KNVBカップ2006 - アヤックス・アムステルダム
- 北アイルランド
  - 〈リーグ〉アイリッシュ・プレミアリーグ2005-06 - リンフィールドFC
- ギリシャ
  - 〈リーグ〉アルファ・エスニキ2005–06 - オリンピアコス
  - 〈リーグカップ〉キペロ・エラーダス2006 - オリンピアコス
- クロアチア
  - 〈リーグ〉プルヴァHNL2005-06 - NKディナモ・ザグレブ
- スイス
  - 〈リーグ〉スーパーリーグ2005-06 - FCチューリッヒ
- スウェーデン
  - 〈リーグ〉アルスヴェンスカン2006 - IFエルフスボリ
- スコットランド
  - 〈リーグ〉スコティッシュ・プレミアリーグ2005–06 - セルティックFC
  - 〈リーグカップ〉スコティッシュリーグカップ2005–06 - セルティックFC
- スペイン
  - 〈リーグ〉リーガ・エスパニョーラ2005-2006 - FCバルセロナ
  - 〈リーグカップ〉コパ・デル・レイ2005–06 - RCDエスパニョール
- スロバキア
  - 〈リーグ〉ツォルゴン・リーガ2005–06 - MFKルジョムベロク
- セルビア・モンテネグロ
  - 〈リーグ〉セルビア・モンテネグロ・プルヴァ・リーガ2005–06 - レッドスター・ベオグラード
- チェコ
  - 〈リーグ〉ガンブリヌス・リーガ2005–06 - FCスロヴァン・リベレツ
- デンマーク
  - 〈リーグ〉デンマーク・スーペルリーガ2005–06 - FCコペンハーゲン
- ドイツ
  - 〈リーグ〉ドイツ・ブンデスリーガ2005-2006 - バイエルン・ミュンヘン
  - 〈リーグカップ〉DFBポカール2006 - バイエルン・ミュンヘン
- トルコ
  - 〈リーグ〉スュペル・リグ2005–06 - ガラタサライ
- ノルウェー
  - 〈リーグ〉ティッペリーガエン2006 - ローゼンボリBK
- ハンガリー
  - 〈リーグ〉ネムゼティ・バイノクシャーグI2005-06 - デブレツェニVSC
- フランス
  - 〈リーグ〉リーグ・アン2005-2006 - オリンピック・リヨン
  - 〈オープンカップ〉クープ・ドゥ・フランス2006 - パリ・サンジェルマン
  - 〈リーグカップ〉クープ・ドゥ・ラ・リーグ2006 - ASナンシー
- ブルガリア
  - 〈リーグ〉ブルガリアプロサッカーリーグ2005-06 - レフスキ・ソフィア
- ベルギー
  - 〈リーグ〉ジュピラー・プロ・リーグ2005-06 - RSCアンデルレヒト
- ボスニア・ヘルツェゴビナ
  - 〈リーグ〉プレミイェル・リーガ2005-06 - NKシロキ・ブリイェグ
- ポーランド
  - 〈リーグ〉エクストラクラサ2005-06 - レギア・ワルシャワ
- ポルトガル
  - 〈リーグ〉リーガ・ベットアンドウィン.com2005–06 - FCポルト
- モルドバ
  - 〈リーグ〉ディヴィジア・ナツィオナラ2005-06 - FCシェリフ・ティラスポリ
- ルーマニア
  - 〈リーグ〉リーガ1 2005–06 - ステアウア・ブカレスト
- ロシア
  - 〈リーグ〉ロシア・プレミアリーグ2006 - PFC CSKAモスクワ

### 南米
- アルゼンチン
  - 〈リーグ〉プリメーラ・ディビシオン2005-06 - 前期：ボカ・ジュニアーズ、後期：ボカ・ジュニアーズ
- ウルグアイ
  - 〈リーグ〉プリメーラ・ディビシオン2005-06 - ナシオナル
- エクアドル
  - 〈リーグ〉セリエA2006 - CDエル・ナシオナル
- コロンビア
  - 〈リーグ〉カテゴリア・プリメーラA2006 - 前期：デポルティーボ・パスト、後期：ククタ・デポルティーボFC
- チリ
  - 〈リーグ〉プリメーラ・ディビシオン - 2006前期：CSDコロコロ、2006後期：CSDコロコロ
- パラグアイ
  - 〈リーグ〉リーガ・パラグアージャ2006 - クルブ・リベルタ
- ブラジル
  - 〈リーグ〉カンピオナート・ブラジレイロ・セリエA 2006 - サンパウロFC
- ペルー
  - 〈リーグ〉プリメーラ・ディビシオン2006 - アリアンサ・リマ

### 北中米カリブ海
- アメリカ、カナダ
  - 〈リーグ〉メジャーリーグサッカー2006 - ヒューストン・ダイナモ
  - 〈オープンカップ〉USオープンカップ2006 - シカゴ・ファイアー
- コスタリカ
  - 〈リーグ〉プリメーラ・ディビシオン2005-06 - デポルティーボ・サプリサ
- メキシコ
  - 〈リーグ〉プリメーラ・ディビシオン - (C)：CFパチューカ、(A)：CDグアダラハラ

### アフリカ
- アルジェリア
  - 〈リーグ〉アルジェリア・シャンピオナ・ナシオナル2005-06 - JSカビリー
- エジプト
  - 〈リーグ〉エジプト・プレミアリーグ2005-06 - アル・アハリ
- コートジボワール
  - 〈リーグ〉コートジボワール・プレミア・ディビジョン2006 - ASECミモザ
- コンゴ民主共和国
  - 〈リーグ〉リナフット2006 - TPマゼンベ
- チュニジア
  - 〈リーグ〉チュニジア・リーグ2005-06 - エスペランス・スポルティーブ・ドゥ・チュニス
- ナイジェリア
  - 〈リーグ〉ナイジェリア・プレミアリーグ2006 - オーシャン・ボーイズ

### アジア
- イラン
  - 〈リーグ〉イラン・プロ・リーグ2005-06 - エステグラルFC
- オーストラリア
  - 〈リーグ〉Aリーグ2005-06 - シドニーFC
- 韓国
  - 〈リーグ〉Kリーグ2006 - 城南一和天馬
  - 〈オープンカップ〉韓国FAカップ2006 - 全南ドラゴンズ
  - 〈リーグカップ〉三星ハウゼンカップ2006 - 水原三星ブルーウィングス
- サウジアラビア
  - 〈リーグ〉サウジ・プロフェッショナルリーグ2005-06 - アル・シャバブ・リヤド
- タイ
  - 〈リーグ〉タイ・プレミアリーグ2006 - バンコク・ユニバーシティFC
- 中国
  - 〈リーグ〉中国スーパーリーグ2006 - 山東魯能泰山足球倶楽部
- 日本
  - 〈リーグ〉J1リーグ 2006 - 浦和レッドダイヤモンズ
  - 〈オープンカップ〉第85回天皇杯 - 浦和レッドダイヤモンズ
  - 〈リーグカップ〉2006Jリーグヤマザキナビスコカップ - ジェフユナイテッド市原・千葉
- ベトナム
  - 〈リーグ〉ベトナムサッカーリーグ2006 - ドンタム・ロンアンFC

## クラブチームによる国際大会
- CONCACAFチャンピオンズカップ2006
  -  クルブ・アメリカ （14年ぶり5回目）

| 決勝・第1戦：4月12日 |  | デポルティーボ・トルーカFC 0 - 0 クルブ・アメリカ |
| 決勝・第2戦：4月19日 |  | クルブ・アメリカ 2 - 1 デポルティーボ・トルーカFC |
- UEFAカップ 2005-06
  -  セビージャFC （初優勝）

決勝：5月10日、オランダ・フィリップス・スタディオン
 ミドルスブラFC 1 - 4  セビージャFC
- UEFAチャンピオンズリーグ 2005-06
  -  FCバルセロナ （14年ぶり2回目）

決勝：5月17日、フランス、スタッド・ド・フランス
 FCバルセロナ 2 - 1  アーセナルFC
- オセアニア・クラブチャンピオンシップ2006
  -  オークランド・シティFC （初優勝）

決勝：5月21日
 オークランド・シティFC 3 - 1  ASピレー
- A3チャンピオンズカップ2006（日本・8月2日～8日）
  - 優勝： 蔚山現代FC
- コパ・リベルタドーレス2006
  -  SCインテルナシオナル （初優勝）

| 決勝・第1戦：8月9日  |  | サンパウロFC 1 - 2 SCインテルナシオナル |
| 決勝・第2戦：8月16日 |  | SCインテルナシオナル 2 - 2 サンパウロFC |
- AFCチャンピオンズリーグ2006
  -  全北現代モータース （初優勝）

| 決勝・第1戦：11月1日 |  | 全北現代モータース 2 - 0 アル・カラーマSC |
| 決勝・第2戦：11月8日 |  | アル・カラーマSC 2 - 1 全北現代モータース |
- CAFチャンピオンズリーグ2006
  -  アル・アハリ （2年連続5回目）

| 決勝・第1戦：10月29日 |  | アル・アハリ 1 - 1 CSスファクシアン |
| 決勝・第2戦：11月11日 |  | CSスファクシアン 0 - 1 アル・アハリ |
- TOYOTAプレゼンツ・FIFAクラブワールドカップジャパン2006
  -  SCインテルナシオナル （初優勝）

決勝：12月17日、日本・横浜国際総合競技場
 SCインテルナシオナル 1 - 0  FCバルセロナ

## ナショナルチームによる国際大会
- アフリカネイションズカップ
  - 1月20日 - 2月10日（開催国：エジプト）

| 決勝：2月10日 |  | エジプト | 0 | (PK4-2） | 0 | コートジボワール | （カイロ国際スタジアム） |
- AFCアジアカップ2007 予選
  - 予選突破国

| - インドネシア - タイ - ベトナム - マレーシア （以上4カ国は共同開催国のため予選免除） | - 日本 - サウジアラビア - イラン - 韓国 - アラブ首長国連邦 - オマーン | - オーストラリア - バーレーン - イラク - 中国 - カタール - ウズベキスタン |
- 2006 FIFAワールドカップ
  - 6月9日 - 7月9日（開催国：ドイツ）

| 決勝：7月9日 |  | イタリア | 1 | (PK5-3） | 1 | フランス | （ベルリン・オリンピアシュタディオン） |

## 日本

### クラブチームによる国内大会
- 第85回天皇杯全日本サッカー選手権大会
  - 決勝　1月1日・国立霞ヶ丘競技場陸上競技場
    - 浦和レッドダイヤモンズ 2 - 1 清水エスパルス

- 浦和はJリーグ発足後初、前身の三菱重工時代を含めても25年ぶり5度目の天皇杯制覇

- ゼロックス・スーパーカップ2006
  - 2月25日 国立霞ヶ丘競技場陸上競技場
    - ガンバ大阪（2005年J1チャンピオン） 1 - 3 浦和レッドダイヤモンズ（第85回天皇杯チャンピオン）
      - 浦和は同大会初優勝
- Jリーグ 2006
  - J1：3月4日～5月7日、7月19日～12月2日（この間FIFAワールドカップドイツ大会開催により中断）
    - 優勝：浦和レッズ 22勝6分6敗 勝点72

  - J2：3月4日～12月2日
    - 優勝：横浜FC 26勝15分7敗 勝点93

  - J1・J2入替戦：12月6日、9日
    - ヴィッセル神戸 1 - 1 アビスパ福岡（2試合合計スコア）

- アウェーゴールの差により神戸のJ1復帰、福岡のJ2降格が決定。

- Jリーグヤマザキナビスコカップ2006
  - 決勝　11月3日・国立霞ヶ丘競技場陸上競技場
    - ジェフユナイテッド市原・千葉 2 - 0 鹿島アントラーズ

- 千葉は2年連続2回目の優勝、同大会の連覇は1992-94年のヴェルディ川崎以来、2チーム目。

- Jリーグオールスターサッカー
  - 7月15日　カシマサッカースタジアム
    - J EAST 4 - 1 J WEST
      - MVP中澤佑二（横浜F・マリノス）
- 第86回天皇杯全日本サッカー選手権大会
  - 9月17日～2007年1月1日

### 女子
- 第27回全日本女子サッカー選手権大会（1月1日・国立霞ヶ丘陸上競技場）
日テレ・ベレーザ 4 - 1 TASAKIペルーレFC
日テレが2年連続優勝で、リーグ戦・晴れの国おかやま国体・選手権の3冠を達成。
- mocなでしこリーグ2006
  - 1部（L1）日テレ・ベレーザ
  - 2部（L2）アルビレックス新潟レディース

### 学生・ユースクラブ
- 第84回全国高等学校サッカー選手権大会 決勝（1月9日 国立霞ヶ丘競技場陸上競技場）
  - 野洲（滋賀） 2 - 1 鹿児島実業（鹿児島）
    - 個人技を追求した滋賀代表の野洲（やす）が延長の末鹿児島実を破り2回目の出場で初優勝を飾った。滋賀県勢の優勝は初めてで、関西勢の優勝も北陽（大阪）以来32大会ぶり。鹿児島実の9校目の連覇はならなかった。
- 第54回全日本大学サッカー選手権大会 決勝（1月15日 国立霞ヶ丘陸上競技場）
駒澤大学 1 - 0 関西大学
- 第17回高円宮杯全日本ユース(U-18)サッカー選手権大会 決勝（10月9日　埼玉スタジアム2002）
滝川第二高校 3 - 0 名古屋グランパスエイトU-18
- 第14回Jリーグユース選手権大会決勝（12月24日　ユニバー記念競技場）
サンフレッチェ広島ユース 2 - 0 FC東京ユース

### クラブチームによる国際大会
- AFCチャンピオンズリーグ
  - 予選ラウンド-3月8日、3月22日、4月12日、4月26日、5月3日、5月17日
  - 準々決勝-9月13日、20日
  - 準決勝-9月27日、10月18日
  - 決勝-11月1日、8日
    - 全てホームアンドアウェー方式で行われる
    - 優勝チームには第2回FIFA Club World Championship TOYOTA CUP Japan2006 AFC代表としての出場資格が与えられる
    - 日本からはガンバ大阪、東京ヴェルディ1969が出場したが、いずれも予選ラウンドで敗退。
- 第4回A3チャンピオンズカップ
- 8月2日、5日、8日　国立霞ヶ丘競技場陸上競技場
  - 優勝　蔚山現代（韓国）
  - 2位　ガンバ大阪（日本）
  - 3位　ジェフユナイテッド市原・千葉（日本）
  - 4位　大連実徳（中国）

### 日本代表
- FIFAワールドカップドイツ大会
  - 6月9日-7月9日　日本は予選グループF。
    - 6月12日 - 日本 1 - 3 オーストラリア　（カイザースラウテルン）
    - 6月18日 - 日本 0 - 0 クロアチア　（ニュルンベルク）
    - 6月22日（日本時間23日） - 日本 1 - 4 ブラジル　（ドルトムント）

  - 日本は1分2敗のF組最下位に終わり、2大会連続の決勝トーナメント進出は果たせなかった。
- 2007 AFCアジアカップ予選
  - 日本は予選A組
  - 日程：（左側がホーム）
    - 2月22日 - 日本 6 - 0 インド
      - 会場：横浜国際総合競技場

    - 8月16日 - 日本 2 - 0 イエメン
      - 会場：新潟スタジアム

    - 9月3日(日本時間：4日 ） - サウジアラビア 1 - 0 日本
      - 会場：ジッダ プリンス・アブドゥッラー・アル・ファイサル・スタジアム

    - 9月6日 - イエメン 0 - 1 日本
      - 会場：サナア　アッ・サウラ・スポーツ・シティ・スタジアム

    - 10月11日 - インド 0 - 3 日本
      - 会場：ゴア州マドガーオン　ファトルダ・スタジアム

    - 11月15日 - 日本 3 - 1 サウジアラビア
      - 会場：札幌ドーム

  - 日本はサウジアラビアと並び5勝1敗となったが、サウジとの直接対決の成績により日本が1位で予選を突破。
- 国際親善試合
  - 2月10日（日本時間2月11日） - アメリカ 3 - 2 日本
    - 会場：SBCパーク（アメリカ合衆国 カリフォルニア州 サンフランシスコ）

  - 2月18日 - 日本 2 - 0 フィンランド
    - 会場：静岡スタジアム・エコパ

  - 2月28日 - 日本 2 - 2 ボスニア・ヘルツェゴビナ
    - 会場：ドイツ・ドルトムント ヴェストファーレン・シュタディオン

  - 3月30日 - 日本 1 - 0 エクアドル
    - 会場：大分スポーツ公園総合競技場

  - 5月30日（日本時間5月31日） - ドイツ 2 - 2 日本
    - 会場：バイ・アレナ（ドイツ ノルトライン＝ヴェストファーレン州 レバークーゼン）

  - 6月4日 - 日本 1 - 0 マルタ
    - 会場：LTU・アレナ（ドイツ ノルトライン＝ヴェストファーレン州 デュッセルドルフ）

  - 8月9日 - 日本 2 - 0 トリニダード・トバゴ
    - 会場：国立霞ヶ丘競技場陸上競技場

  - 10月4日 - 日本 0 - 1 ガーナ
    - 会場：日産スタジアム
- キリンカップ・サッカー
  - 5月9日-ブルガリア 2 - 1 日本
    - 会場：長居スタジアム

  - 5月13日-スコットランド 0 - 0 日本
    - 会場：埼玉スタジアム2002

#### なでしこジャパン
- 2006 AFC女子アジアカップ
  - 7月19日～7月30日（オーストラリア）
    - 中国が優勝、日本はこの大会では2007 FIFA女子ワールドカップの出場権を得ることができなかった（メキシコとのプレーオフに回る）

## 死去
カッコ内は生年
- 1月8日 -  エルソン・ベセラ（1978年）
- 2月8日 -  ロン・グリーンウッド（1921年）
- 2月17日 -  ジョルジ・メンドンサ（1954年）
- 2月23日 -  テルモ・サラ（1921年）
- 2月27日 -  フェレンツ・ベネ（1944年）
- 3月1日 -  ピーター・オスグッド（1947年）
- 3月12日 -  ジミー・ジョンストン（1944年）
- 4月21日 -  テレ・サンタナ（1931年）
- 4月24日 -  ブライアン・ラボーン（1940年）
- 8月15日 -  ファース・ヴィルケス（1923年）
- 8月31日 -  モハメド・アブデルワハブ（1983年）
- 9月4日 -  ジャチント・ファッケッティ（1942年）
- 11月3日 -  アルベルト・スペンサー（1937年）
- 11月4日 -  セルジ・ロペス・セグ（1967年）
- 11月5日 -  ピエトロ・ラーヴァ（1916年）
- 11月17日 -  フェレンツ・プスカシュ（1927年）
- 11月28日 -  マックス・メルケル（1918年）